# The Embassy
The Embassy är en svensk pop-duo som består av Fredrik Lindson, a.k.a. Liston, (sång, gitarr) och Torbjörn Håkansson (programmering, keyboard). Deras musik har beskrivits som en blandning av disco, tweepop och pubrock. Gruppen har blivit kända genom sin post-moderna attityd, antirock-estetik och spektakulära liveshower, där medlemmarna själva varit mer eller mindre närvarande på scen.
Efter ha släppt en första EP på Dolores Recordings 2001 snappades de upp av skivbolaget Service som de sedan skulle samarbeta med de följande tio åren. Bandet släpper numera sin musik genom den egna etiketten International.

## Historia
The Embassy bildades i en lägenhet i Göteborg 1999.
Gruppens debutalbum Futile Crimes släpptes år 2002 och föregicks av de tre singlarna "Sneaky Feelings EP", "It Never Entered My Mind" och "The Pointer/Make Me Sad". Albumet består av 10 låtar inspelade av Björn Olsson i Sehr Schöön studios. Gruppen väckte kontroverser under denna tid för att de bland annat använde instrument gjorda av kartong när de uppträdde live, utöver att de uppträdde playback.
Det andra albumet, Tacking, blev kritikerrosat både lokalt och internationellt.[källa behövs] Bandets stora inflytande kan höras i en rad stilbildande artister i slutet av 00-talet, exempelvis Jens Lekman, The Tough Alliance (TTA), Studio, Air France, och jj. Både TTA och Studio döpte sina egna skivbolag till "Sincerely Yours" respektive "Information", båda efter två av The Embassys låtar. Efter Tacking hade gruppen ett längre uppehåll mellan 2006 och 2011 då de enligt egen utsago inte längre trodde på albumet som format.
År 2011 släpptes samlingsalbumet Life in the Trenches, bestående av rariteter och b-sidor.
Gruppens tredje album, Sweet Sensation, släpptes 2013 via The Embassys eget skivbolag. På albumet hör man tydligare än någonsin gruppens inspiration från acid house. Under den efterföljande turnén samarbetade bandet med ljuskonstnären Thomas Hämén. De hade tidigare experimenterat med ljus genom tända ljuset över publiken och släcka det på sig själva.
2018 släpptes albumet White Lake, som föregicks av EP'n "Background Music For Action People". Albumet består av 8 spår, varav samtliga spelades in på distans via Skype. Albumet är enligt bandet själva influerat av "post-punk, acid och eko-terrorism". Efter albumets release gav sig bandet ut på turné i Japan.
Albumet E-Numbers spelades in tillsammans med ljudkonstnären Isak Eldh och gavs ut hösten 2023. Skivan möttes med idel positiva recensioner och gavs även ut i remixad version av Datasal 2024. Skivbolaget Dream On beskriver E-Numbers som "förolämpande och nihilistisk, ändå så öm och otroligt vacker". Omslaget är ett originalverk av Klas Barbrosson. 

## Diskografi

### Studioalbum
- 2002 Futile Crimes (CD/LP)
- 2005 Tacking (CD/LP)
- 2013 Sweet Sensation (CD/LP)
- 2018 White Lake (CD/LP)
- 2023 E-Numbers (LP)

### Samlingsalbum
- 2011 Life in the Trenches (Album, CD/LP)

### EP
- 2004 Wearing Our Pop Art Hearts On Our Sleeves (EP, CD)
- 2006 A Compact Disc Including The Embassy (EP, CD)
- 2017 Background Music For Action People (EP, Kassett)
- 2024 D-Numbers - Datasal plays Embassy (LP)

### Singlar
- 2001 Sneaky Feelings (Singel, 7"-Vinyl)
- 2002 It Never Entered My Mind (Singel, 7"-Vinyl)
- 2002 The Pointer (Singel, CD)
- 2004 Flipside of a Memory (Singel, 7"-Vinyl)
- 2005 Some Indulgence (Singel, CD)
- 2006 It Pays to Belong (Singel, Download)
- 2007 Some Indulgence Rewind (Singel, CD)
- 2008 State'08 (Singel, 12" vinyl)
- 2009 You Tend to Forget (Singel, 12" vinyl)
- 2010 C’est La Vie (Singel, Download)
- 2012 Roundkick (Singel, Download)
- 2013 International (Global mix) (Singel, Download)
- 2013 I-D (Singel, Download)
- 2018 Wasted (Singel, Download)
- 2018 Sorry (Singel, Download)
- 2023 Renegades (Singel, Download)
- 2023 Amnesia (Singel, Download)